# 4100 Sumiko
4100 Sumiko (1988 BF) là một tiểu hành tinh vành đai chính được phát hiện ngày 16 tháng 1 năm 1988 bởi Tsutomu Hioki và Nobuhiro Kawasato ở Okutama.